# لقلق لبني
لقلق لبني (Mycteria cinerea) هو طائر كبير من الطيور الخواضة وينتمي لعائلة اللقلق.

## الوصف
- يمكن أن يصل طولها حتى إلى 97 سم، والجنسين متشابهين. وله ريش أبيض عامة يتناقض مع أحمر الوجه العاري والساقين الورديين والذيل أسود اللون.

## التوزيع
- يتواجد هذا النوع في كمبوديا، وشبه جزيرة ماليزيا وجزر سومطرة الأندونيسية، جافا وبالي وسومباوا، سولاوسي وبوتون.

## التغذية
- اللقلق اللبني يتغذى على الأسماك والبرمائيات والقوارض الصغيرة.

## التهديدات

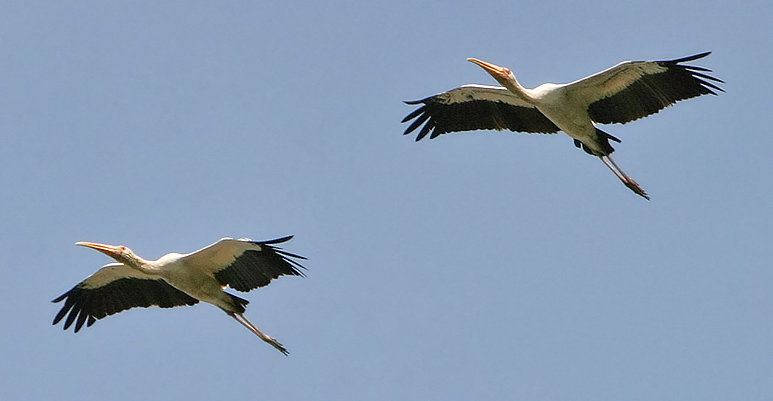
ثنائي يحلقان في السماء

- تتعرض هذه الطيور لخطر الانقراض بسب تعرضها لتهديدات من طرف البشر الذين يزورون هذه الجزر السياحية وتفقد أيضا موائلها بسبب التجارة والزراعة.